# Connie Booth
Pour les articles homonymes, voir Booth.
Pour la personnalité du jeu vidéo, voir Connie Booth (directrice).
Connie Booth est une actrice et scénariste américaine, née le 31 janvier 1944 à Indianapolis, en Indiana, aux (États-Unis).
Ayant essentiellement travaillé dans des productions britanniques, elle est notamment connue pour ses collaborations avec l'acteur anglais John Cleese, avec lequel elle a été mariée de 1968 à 1978.
Arrêtant sa carrière artistique en 1995, elle est ensuite devenue psychothérapeute.

## Biographie

### Famille et jeunesse
Le père de Booth était un courtier en valeurs mobilières de Wall Street et sa mère, une actrice. Ils ont déménagé dans l'État de New York après la naissance de Connie à Indianapolis, dans l'Indiana.

### Carrière
Booth a commencé sa carrière et a travaillé comme doublure et serveuse à Broadway, rencontrant John Cleese alors qu'il travaillait à New York.
Après son mariage avec John Cleese, elle collabore régulièrement avec lui, notamment en jouant divers rôles secondaires dans les productions de Monty Python ou en co-écrivant la série L'Hôtel en folie, où elle joue également l'un des personnages principaux.
En 1995, elle arrête sa carrière d'actrice et poursuit des études à l'université de Londres pendant cinq ans. Elle devient alors psychothérapeute, exerçant au Royaume-Uni.

### Vie personnelle
Elle s'est mariée avec l'acteur anglais John Cleese le 20 février 1968 puis ils ont divorcé en 1978. Ils ont eu ensemble une fille, Cynthia.
Connie Booth s'est remariée en 2000 avec le critique de théâtre John Lahr (en).

## Filmographie

### Comme actrice

#### Cinéma
- 1971 : Pataquesse, ou La Première Folie des Monty Python (And Now for Something Completely Different) : Best Girl
- 1974 : Romance with a Double Bass : Princess Costanza
- 1975 : Monty Python : Sacré Graal ! (Monty Python and the Holy Grail) : la sorcière
- 1977 : The Strange Case of the End of Civilization as We Know It : Mrs. Hudson / Francine Moriarty
- 1980 : Le Petit Lord Fauntleroy (Little Lord Fauntleroy) : Mrs. Errol
- 1981 : The Story of Ruth : Ruth
- 1987 : 84 Charing Cross Road : The Lady from Delaware
- 1988 : Hawks (en) : Nurse Jarvis
- 1988 : High Spirits : Marge
- 1991 : American Friends (en) : Caroline Hartley
- 1993 : Leon the Pig Farmer : Yvonne Chadwick

#### Télévision
- 1968 : Comment horripiler les gens (How to Irritate People) (TV) : divers rôles
- 1971 : Monty Python's Flying Circus (série télévisée) : divers rôles
- 1975-1979 : L'Hôtel en folie (Fawlty Towers) (série télévisée) : Polly
- 1976 : The Glittering Prizes (feuilleton télévisé) : Jill Petersen
- 1977 : Spaghetti Two Step (téléfilm)
- 1977 : The Mermaid Frolics ((téléfilm) : Plusieurs rôles
- 1978 : Off to Philadelphia in the Morning (téléfilm) : Jane Parry
- 1978 : Thank You Comrades (téléfilm) : Annie
- 1980 : Why Didn't They Ask Evans ? (téléfilm) : Sylvia Bassington-ffrench
- 1982 : Deadly Game (téléfilm) : Helen Trapp
- 1983 : The Hound of the Baskervilles (téléfilm) : Laura Lyons
- 1984 : Nairobi Affair (téléfilm) : Mrs. Gardner
- 1985 : Past Caring (téléfilm) : Linda
- 1986 : Rocket to the Moon (téléfilm) : Belle Stark
- 1987 : Le Retour de Sherlock Holmes (The Return of Sherlock Holmes) (série télévisée) : Violet
- 1987 : Floodtide (feuilleton télévisé) : Isabel
- 1990 : The World of Eddie Weary (téléfilm) : Madge
- 1991 : For the Greater Good (téléfilm) : Naomi Balliol
- 1991 : Smack and Thistle (téléfilm) : Ms Kane
- 1994 : Faith (en) (mini-série) : Pat Harbinson
- 1995 : The Buccaneers (feuilleton télévisé) : Miss March

#### Autres
- 1975 : The Meeting of Minds (vidéo)
- 1975 : In Two Minds (vidéo)

### Comme scénariste
- 1974 : Romance with a Double Bass
- 1975 : L'Hôtel en folie (Fawlty Towers) (série télévisée)